# 口腔バイオフィルム
口腔バイオフィルム（こうくうばいおふぃるむ, Oral Biofilm）とは、口腔内微生物によって固相面を足場に、膜状に構成されるバイオフィルム (微生物により形成される構造体)のこと。

## デンタルプラークと口腔バイオフィルムの違い
デンタルプラーク（歯垢）とバイオフィルムは細かな定義において異なる。デンタルプラーク＝う蝕・歯周病の原因となる細菌の凝集塊という考えが基本であるが、一方の口腔バイオフィルムは、口腔内細菌の塊という意味では類似しているが、バイオフィルム内では構成細菌が様々な情報伝達を行いながら生活しているコミュニティである点で異なる。

### バイオフィルム感染症としてのう蝕・歯周病
口腔内の2大疾患であるう蝕・歯周病は細菌感染症であることは既に広く認知されているが、バイオフィルム感染症としてのう蝕・歯周病の概念は、1999年、J.W.Costertonによってアメリカの科学雑誌、サイエンス上のレビュー中で提唱されて以降、口腔バイオフィルムの概念が世界に発信されていった。

### バイオフィルム感染症としてのう蝕の病態
Streptococcus mutans（ミュータンス連鎖球菌の一種）などのう蝕原因菌によって硬組織表面にバイオフィルムが形成され、バイオフィルム内に深在性に生息する細菌が糖を代謝することによって、硬組織が溶解されう蝕が進行すると考えられている。

### バイオフィルム感染症としての歯周病の病態
Porphyromonas gingivalisなどの歯周病関連細菌は、歯周ポケット内でバイオフィルム状態で生息するものとポケット内を浮遊して生息するものとがおり、バイオフィルムからは浅在性細菌が放出され、ポケット内を浮遊したり歯肉上皮へ付着・侵入したりする。これら細菌の刺激が持続することで、歯周局所の免疫系が破壊され、歯周病が進行すると考えられている。

### 口腔バイオフィルム感染症の治療
口腔バイオフィルム感染症は歯ブラシ、スケーラーなどを用いた物理的除去が第一となる。薬物療法としては、う蝕に対しては、S. mutansを殺菌するのに適した薬物である0.2％クロルヘキシジン (日本では粘膜に対する使用は禁止)や、フッ化ナトリウム (ミュータンス菌のエノラーゼ糖代謝系を阻害し、ミュータンス菌の耐性を減少させる)、ポビドンヨードなどが有効であるとされる。
歯周病に対しては従来から用いられるテトラサイクリン系抗菌薬軟膏、IPMP（イソプロピルメチルフェノール）などの局所投与に加え、最近ではマクロライド系抗菌薬 (アジスロマイシン)などの全身投与法なども検証され良好な治療成果が報告されている。概ね、口腔バイオフィルムに対して薬物療法は有効であるが、歯周基本治療である物理的な機械的除去が第一であり、薬物療法は補助的手段となることを忘れてはならない。